# Joachim Fryderyk legnicko-brzeski
Joachim Fryderyk (ur. 29 września 1550 w Brzegu (?), zm. 25 marca 1602 tamże) – książę brzeski z dynastii Piastów. Syn księcia brzeskiego Jerzego II i Barbary Hohenzollern, córki elektora brandenburskiego Joachima II Hektora. Ojciec księcia brzeskiego Jana Chrystiana i księcia legnickiego Jerzego Rudolfa.

## Młodość
Joachim Fryderyk – najstarszy syn Jerzego II i Barbary Hohenzollern – urodził się 29 września 1550 prawdopodobnie na zamku w Brzegu. Na chrzcie otrzymał imiona po dziadkach – elektorze brandenburskim Joachimie II Hektorze i księciu legnicko-brzeskim Fryderyku II. Za życia ojca nie pomagał mu w rządzeniu księstwem brzeskim. Za to przez siedem lat przebywał na dworze wuja, Jana Jerzego Hohenzollerna, od 1571 r. sprawującego funkcję elektora brandenburskiego. W jego zastępstwie w 1574 r. pojawił się na koronacji Henryka Walezego na króla Polski, zaś wraz z nim 27 października 1575 brał udział w koronacji Rudolfa II na króla rzymskiego.

## Małżeństwo z Anną Marią
19 maja 1577 w Brzegu Joachim Fryderyk pojął za żonę Annę Marię z dynastii askańskiej. Była ona córką księcia anhalckiego Joachima Ernesta i Agnieszki z hrabiów Barby. Posag panny młodej wynoszący 15 000 talarów został zabezpieczony na Wąsoszu.

## Dzielnica Joachima Fryderyka
7 maja 1586 zmarł jego ojciec, Jerzy II. Joachim Fryderyk wraz z młodszym bratem Janem Jerzym objęli rządy w księstwie brzeskim. Tymczasowo rezydowali w Oławie, ponieważ Brzeg jako wdowia oprawa przypadł ich matce, Barbarze. Kiedy 6 lipca 1592 zmarł Jan Jerzy, Joachim Fryderyk został samodzielnym władcą księstwa brzeskiego, z którego zostały wyłączone dwa główne miasta: Brzeg (wdowia oprawa Barbary, matki Joachima Fryderyka) i Oława (wdowia oprawa Anny, wdowy po Janie Jerzym). Jednakże 24 października 1594 Anna wyszła ponownie za mąż za księcia legnickiego Fryderyka IV, natomiast kilka tygodni później 2 stycznia 1595 zmarła Barbara. Tym samym obydwa miasta znów stały się częścią księstwa brzeskiego, którego Joachim Fryderyk został niepodzielnym panem.
Swoją dzielnicę powiększył o bogate w złoża metali szlachetnych miasta i okręgi Dzierżoniów i Srebrna Góra, które wykupił od administrujących księstwem ziębickim rodziny von Rosenberg. Natomiast w 1596 r. przyłączył do niej księstwo legnickie, odziedziczone po zmarłym bezpotomnie Fryderyku IV.

## Rządy i funkcje
Joachim Fryderyk był zręcznym gospodarzem. Zatwierdził dawne przywileje miast księstwa. Popierał rozwój rzemiosła. W Oławie otworzył mennicę, do której kruszce sprowadzano z kopalń z wykupionych okręgów Dzierżoniowa i Srebrnej Góry. Dbał o rozbudowę umocnień i fortyfikacji Brzegu. Ufundował także posagi dla niezamężnych córek Henryka XI.
Dzięki koligacjom rodzinnym i dobrym kontaktom z dworem praskim pełnił zaszczytne funkcje. Od 1585 r. piastował godność prepozyta zluteranizowanej kapituły magdeburskiej, a od 1588 r. także generała i dowódcy regularnych wojsk śląskich.

## Śmierć i następstwa
Joachim Fryderyk zmarł 25 marca 1602 w Brzegu. 7 maja tego roku został pochowany w tamtejszym kościele zamkowym pw. św. Jadwigi. Na mocy testamentu, który spisał 16 grudnia 1595 okręg Oławy przypadł jego żonie w dożywocie. Anna Maria zmarła 11 listopada 1605, a jej ciało spoczęło u boku męża.
Księstwo legnickie przypadło dwóm synom Joachima Fryderyka: Janowi Chrystianowi i Jerzemu Rudolfowi. Ponieważ obydwaj w chwili śmierci ojca byli niepełnoletni, rządy regencyjne w ich imieniu sprawowała najpierw matka, Anna Maria, a po jej śmierci książę oleśnicki Karol II.

## Potomstwo
Oprócz Jana Chrystiana i Jerzego Rudolfa Joachim Fryderyk pozostawił po sobie dwie córki: Barbarę Agnieszkę, wydaną za Jana Ulryka Schaffgotscha i Marię Zofię, która prawdopodobnie do końca życia pozostała w stanie panieńskim. Ze związku z Anną Marią przyszło na świat także dwoje dzieci zmarłych w dzieciństwie: pierworodny Jerzy Ernest i Anna Maria.

## Genealogia
| Fryderyk II Piastowicz ur. 12 II 1480 zm. 17 IX 1547 | Fryderyk II Piastowicz ur. 12 II 1480 zm. 17 IX 1547 |                                                  |                                                  | Zofia Hohenzollern 1) ur. 10 III 1485 zm. 24 V 1537 | Zofia Hohenzollern 1) ur. 10 III 1485 zm. 24 V 1537 |  |  | Joachim II Hektor ur. 13 I 1505 zm. 3 I 1571 | Joachim II Hektor ur. 13 I 1505 zm. 3 I 1571 |                                                    |                                                    | Magdalena z Saksonii2) ur. 7 III 1507 zm. 28 I 1534 | Magdalena z Saksonii2) ur. 7 III 1507 zm. 28 I 1534 |
|                                                      |                                                      |                                                  |                                                  |                                                     |                                                     |  |  |                                              |                                              |                                                    |                                                    |                                                     |                                                     |
|                                                      |                                                      |                                                  |                                                  |                                                     |                                                     |  |  |                                              |                                              |                                                    |                                                    |                                                     |                                                     |
|                                                      |                                                      | Jerzy II Piastowicz ur. 18 VII 1523 zm. 7 V 1586 | Jerzy II Piastowicz ur. 18 VII 1523 zm. 7 V 1586 |                                                     |                                                     |  |  |                                              |                                              | Barbara Hohenzollern ur. 10 VIII 1527 zm. 2 I 1595 | Barbara Hohenzollern ur. 10 VIII 1527 zm. 2 I 1595 |                                                     |                                                     |
|                                                      |                                                      |                                                  |                                                  |                                                     |                                                     |  |  |                                              |                                              |                                                    |                                                    |                                                     |                                                     |
|                                                      |                                                      |                                                  |                                                  |                                                     |                                                     |  |  |                                              |                                              |                                                    |                                                    |                                                     |                                                     |
|                                                      |                                                      |                                                  |                                                  |                                                     |                                                     |  |  |                                              |                                              |                                                    |                                                    |                                                     |                                                     |

|                                                        |                                                        | Anna Maria Anhalcka ur. 13 VI 1561 zm. 11 XI 1605 OO 19 V 1577 | Anna Maria Anhalcka ur. 13 VI 1561 zm. 11 XI 1605 OO 19 V 1577 | Joachim Fryderyk Piastowicz ur. 29 IX 1550 zm. 25 III 1602 | Joachim Fryderyk Piastowicz ur. 29 IX 1550 zm. 25 III 1602 |                                                   |                                                   |                                                               |                                                               |
|                                                        |                                                        |                                                                |                                                                |                                                            |                                                            |                                                   |                                                   |                                                               |                                                               |
|                                                        |                                                        |                                                                |                                                                |                                                            |                                                            |                                                   |                                                   |                                                               |                                                               |
|                                                        |                                                        |                                                                |                                                                |                                                            |                                                            |                                                   |                                                   |                                                               |                                                               |
| Jerzy Ernest Piastowicz ur. 29 VIII 1589 zm. 6 XI 1589 | Jerzy Ernest Piastowicz ur. 29 VIII 1589 zm. 6 XI 1589 | Jan Chrystian brzeski ur. 28 VIII 1591 zm. 25 XII 1639         | Jan Chrystian brzeski ur. 28 VIII 1591 zm. 25 XII 1639         | Barbara Agnieszka brzeska ur. 24 II 1593 zm. 24 VII 1631   | Barbara Agnieszka brzeska ur. 24 II 1593 zm. 24 VII 1631   | Jerzy Rudolf legnicki ur. 22 I 1595 zm. 14 I 1653 | Jerzy Rudolf legnicki ur. 22 I 1595 zm. 14 I 1653 | Anna Maria Piastówna ur. po 16 XII 1596 zm. przed 25 III 1602 | Anna Maria Piastówna ur. po 16 XII 1596 zm. przed 25 III 1602 |
|                                                        |                                                        |                                                                |                                                                |                                                            |                                                            |                                                   |                                                   |                                                               |                                                               |
| Maria Zofia Piastówna ur. 26 IV 1601 zm. 26 X 1654     |                                                        |                                                                |                                                                |                                                            |                                                            |                                                   |                                                   |                                                               |                                                               |

| 1. córka Fryderyka Starszego i Zofii Jagiellonki 2. córka Jerzego Brodatego |